# Rüdiger Henning
Rüdiger Henning   (Berlín, 5 de novembre de 1943 - Berlín, 2 d'octubre de 2024) va ser un remer alemany que va competir sota bandera de la República Federal Alemanya durant la dècada de 1960.
El 1968 va prendre part en els Jocs Olímpics d'Estiu de Ciutat de Mèxic, on guanyà la medalla d'or en la prova del vuit amb timoner del programa de rem. Junt amb la resta de l'equip va dur la bandera olímpica en la cerimònia inaugural dels Jocs de Múnic de 1972.
En el seu palmarès també destaca una medalla d'or al Campionat del Món de rem de 1966 i una medalla d'or i una de plata al Campionat d'Europa de rem, el 1967 i 1965, respectivament.